# Antonio Sangiovanni
Antonio Sangiovanni (o San Giovanni; Vicenza, XVII secolo – XVII secolo) è stato un agronomo e matematico italiano attivo nella seconda metà del Seicento.
Fu un nobile vicentino.

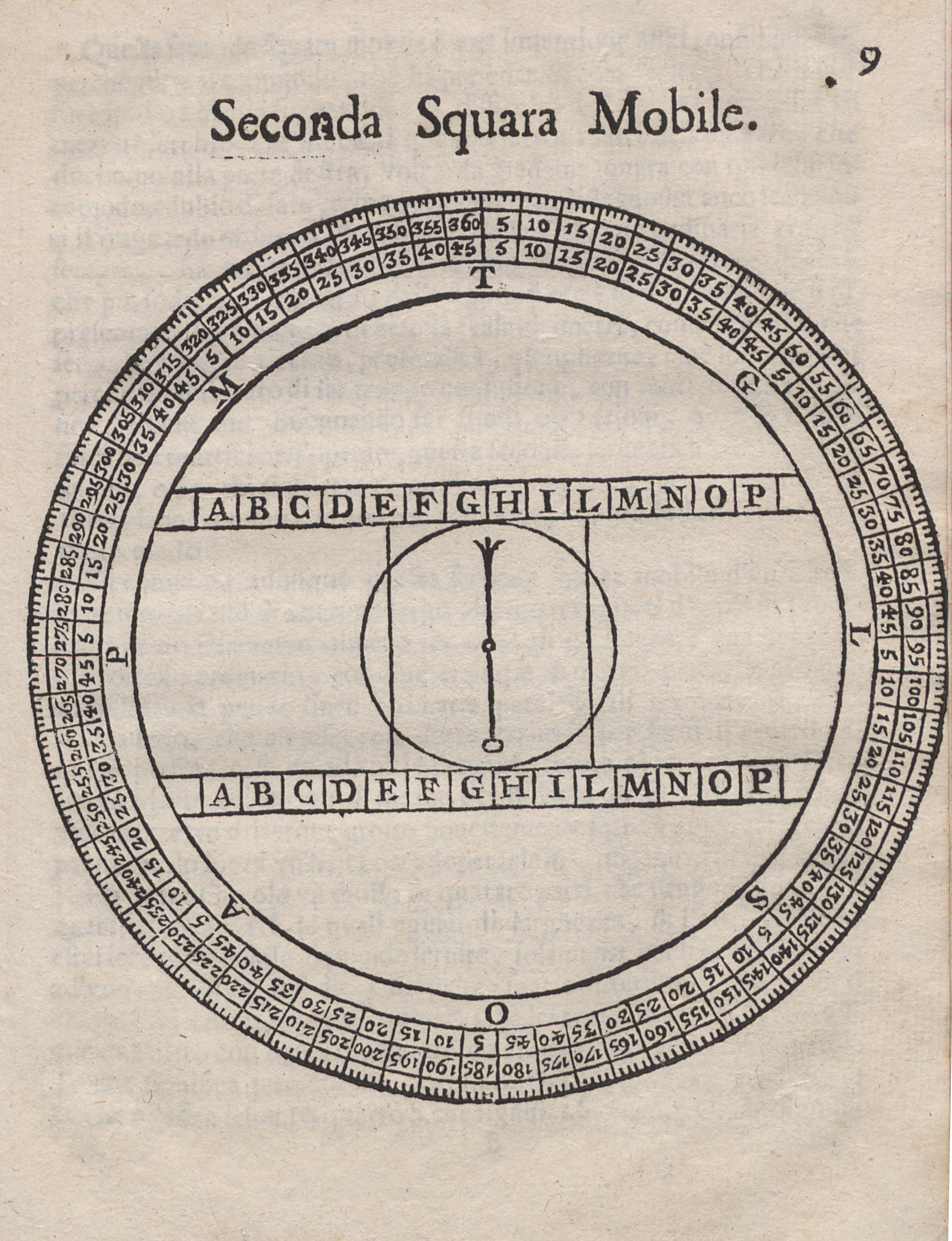
Illustrazione da Seconda squara mobile, et aritmetica, 1686

Nel 1686 pubblicò a Vicenza la Seconda squara mobile, opera degna di nota nel campo della geometria.

## Opere
- Seconda squara mobile, et aritmetica, Vicenza, Giovanni Berno, 1686.